# 鬃人

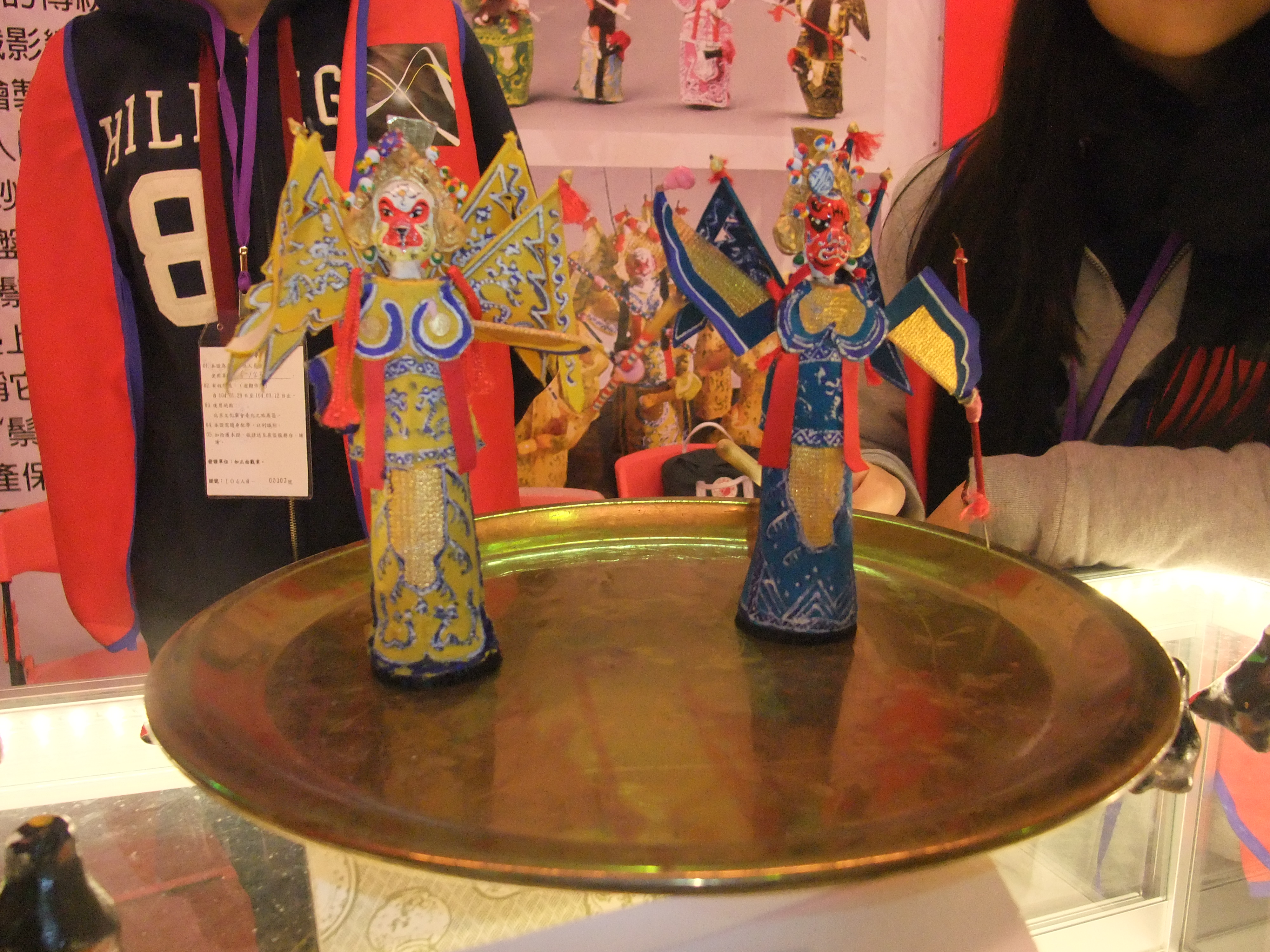
鬃人

鬃人，又稱銅盤人、盤中好戲、銅茶盤子戲，是老北京的傳統玩具，為北京市非物質文化遺產。

## 製作
鬃人以秫秸當架，膠泥做頭，在頭部勾畫臉譜，紙漿為身胎，外繃彩紙描繪服飾，於底部裝黏一圈豬鬃，高度通常為數公分到數十公分。也有作成舞獅，稱為鬃獅。只要規律敲擊上面有鬃人們的銅盤子，該些人偶就會緩慢自旋，再搭配藝人唱歌，場面就如一場生動的舞臺。

## 歷史
清朝末年時，北京藝人王春佩在白塔寺、隆福寺、護國寺擺攤出售鬃人。他制作的鬃人穿戴扮相以及脸谱、把子，具体而细微，有如舞台上演出一样，尤其是取自《西遊記》闹天宫的鬃人作品。1915年世界博覽會，征集赴美的鬃人在舊金山巴拿馬太平洋博覽會獲銀質獎，名聲就此傳開。1930年代，美商曾许以高报酬聘请王春佩赴美行艺，但後者以“穷家难舍，熟土难离”为由婉言回绝。
王春佩被後世認為是鬃人的創始者，據傳他是受皮影戲和京劇而產生創作此玩具。但根據同業藝人白大成訪談過一些九十歲以上的老藝人，他們表示王春佩也是綜合很多前輩藝人的成果。當時不只王家做鬃人，但拿去市場上販賣的可能只有王家，遂名聲在外。另一說最早做鬃人的為一位姓海的旗人，卻已無從考證。老北京很多民間手工藝的創造都跟滿族有關。因民國以後的旗人為生活所逼，在廟會、古玩手工藝鋪子賣各種玩意兒換錢，隨著不斷發展、不斷提高，經過幾代就形成一個手工藝品種，鬃人也可能是如此。
當時北京街頭藝人常以數件鬃人組為一戲，演出《三娘教子》、《失街亭》、《取洛陽》等戲。謝冰心在〈我到了北京〉一文寫道：「這是一種紙糊的戲裝小人，最精彩的是武將，頭上插著翎毛，背後紮著四面小旗，全副盔甲，衣袍底下卻是一圈鬃子。這些戲裝小人都放在一個大銅盤上，耍的人一敲那銅盤子，個個鬃人都旋轉起來，刀來槍往，煞是好看 。」
翁偶虹回憶他在逛隆福寺街廟會時，最吸引他的是賣鬃人的攤子。攤販會不斷敲銅盤吸引客人。有些大型戲的鬃人兒，售價昂貴，專供豪門貴族的消遣，一般人只能用兩三吊錢買一齣二人或三人為一組的小戲。
後來，藝人難以此糊口，大多數被迫停業改行，鬃人也在北京銷聲匿跡。1958年，中华人民共和国轻工业部舉辦工藝美術展覽，特邀王春佩之子王漢卿製作幾件鬃人作為北京傳統民間藝術的展現，再度引起大眾的好評與重視。